# Schneekopfmoor am Teufelskreis
Koordinaten: 50° 39′ 35″ N, 10° 46′ 12″ O
Das Naturschutzgebiet Schneekopfmoor am Teufelskreis liegt im Ilm-Kreis in Thüringen. Das Gebiet erstreckt sich südwestlich von Gehlberg, einem Ortsteil der kreisfreien Stadt Suhl. Östlich und südöstlich des Gebietes verläuft die Landesstraße L 2615, südlich die L 2632 und südlich und westlich die L 1129. Im Gebiet erhebt sich der 967 Meter hohe Teufelskreis.

## Bedeutung
Das	47,7 ha große Gebiet mit der Kennung 106 wurde im Jahr 1939 unter Naturschutz gestellt. 